# Lương Minh (xã)
Lương Minh là một xã thuộc tỉnh Quảng Ninh, Việt Nam.

## Địa lý
Xã Lương Minh có diện tích 98,28 km², dân số năm 2022 là 2.310 người, mật độ dân số đạt 23 người/km².

## Lịch sử
Ngày 28 tháng 9 năm 2024, Ủy ban Thường vụ Quốc hội ban hành Nghị quyết số 1199/NQ-UBTVQH15 về việc sắp xếp đơn vị hành chính cấp huyện, cấp xã của tỉnh Quảng Ninh giai đoạn 2023 – 2025 (nghị quyết có hiệu lực từ ngày 1 tháng 11 năm 2024). Theo đó, thành lập xã Lương Minh trên cơ sở toàn bộ 33,16 km² diện tích tự nhiên, quy mô dân số là 633 người của xã Minh Cầm và toàn bộ 65,12 km² diện tích tự nhiên, quy mô dân số là 1.677 người của xã Lương Mông.
Xã Lương Minh có 98,28 km² diện tích tự nhiên và quy mô dân số là 2.310 người.